# Базилівка
Базилівка (з 1928 до 2016 — Крупське) — село на Сіверщині в Україні, у Дубов'язівській селищній громаді Конотопського району Сумської області. Населення становить 196 осіб. Колишній орган місцевого самоврядування — Шпотівська сільська рада.

## Географія
Село Базилівка розміщене на правому березі річки Ромен, вище за течією на відстані 4.5 км розташоване село Ярове, нижче за течією на відстані 4 км наявне село Шпотівка, на протилежному березі — село Коновали.

## Історія
- 1928 — село Базилівка перейменоване на «Крупське». У Базилівці існувала садиба поміщика Дорошенка, нащадка українського гетьмана.
- 2016 — в рамках декомунізації повернено історичну назву.[1]
- Село постраждало внаслідок геноциду українського народу, проведеного окупаційним урядом СССР 1923—1933 та 1946–1947 роках.

## Відомі люди
У Базилівці народилися Степан (1878—1972), Сергій (1881—1950) та Володимир (1885—1965) Тимошенки.
Буремні події 20-х років XX століття змусили братів Тимошенків покинути свою Батьківщину. Старший — Степан Прокопович став всесвітньо відомим вченим-механіком, автором праць з теорії пружності, опору матеріалів і будівельної механіки, одним із засновників Академії наук України, академіком численних іноземних академій, лауреатом багатьох престижних міжнародних премій. З 1922 по 1964 рік він жив і працював у США, останні роки життя провів у Вупперталі (ФРН). Ім'я вченого присвоєно лабораторії технічної механіки Стенфордського університету. Американське товариство інженерів-механіків встановило медаль імені Степана Тимошенка.
Середній з братів — Сергій Прокопович — відомий архітектор, інженер та громадський діяч. Він виконав понад 400 проектів будов і архітектурних комплексів у різних країнах світу.
Молодший — Володимир Прокопович — економіст, громадсько-політичний діяч, доктор філософії, професор. Обидва емігрували до Чехословаччини, працювали в Українській господарській академії в Подєбрадах, потім переїхали до США.
- Бабин Олександр Іванович — сотник військ Центральної Ради та Армії УНР.